# Мещерино (Тульская область)
Мещерино (Рождествено) — село в Плавском районе Тульской области России.
В рамках административно-территориального устройства является центром Мещеринского сельского округа Плавского района, в рамках организации местного самоуправления включается в Камынинское сельское поселение.

## География
Расположено на реке Плава, в 12 км к юго-востоку от города Плавска и в 67 км к юго-западу от центра Тулы.

## Население
| 2002 | 2010 |
| ---- | ---- |
| 866  | ↘763 |

Население — 763 чел. (2010).

## История
В середине XVIII века была основана усадьба братьями Василием Ильичом и Иваном Ильичом Мещериновыми. Позже владел сын И. И. Мещеринова депутат Дворянского депутатского собрания гв. вахмистр И. И. Мещеринов. В конце XIX - начале XX вв. усадьбой владела вдова тайного советника А. П. Гаярина, впоследствии владели её сыновья близнецы А. И. и С. И. Гаярины рожденные в 1874.
В селе расположена участковая больница с палатами сестринского отделения, бывший главный дом 1870-1880-х гг. Сохранилась недействующая Знаменская церковь 1766 г., построенная В. И. и И. И. Мещериновыми. Приход  церкви состоял из с. Мещерино, сельцо Красное, Тюренка и деревни: Березовка, Высокая и Урусово (Крапивенского уезда). Колокольня, построенная одновременно с храмом, утрачена. Сохранился основной объем церкви с трапезной, частично сохранились фрески, декор фасада утрачен. С 1885 года при храме организована церковно-приходская школа. Во времена СССР церковь использовалась в качестве молокозавода.
В XIX веке село Мещерино было волостным центром Мещеринской волости Чернского уезда Тульской губернии. В селе так же была Христорождественская церковь.
На 2010 год село ещё не было газифицировано, несмотря на поданную заявку.
На 2017 год село полностью газифицировано.